# منهتن (کانزاس)
منهتن (به انگلیسی: Manhattan) شهری در ایالت کانزاس کشور ایالات متحده آمریکا است که جمعیت آن در سرشماری سال ۲۰۱۰ میلادی، ۵۲٬۲۸۱ نفر بوده‌است.